# 上布赫西滕
上布赫西滕（德語：Oberbuchsiten）是瑞士索洛圖恩州的一个市镇，位於該國北部，面積9.4平方公里，海拔高度442米，截至2018年12月31日总人口为2,296人。

## 外部連結
- Official website （页面存档备份，存于） （德文）